# サイバー統治制
未来学において、サイバー統治制（サーバーとうちせい、サイバーオクラシー、サイバークラシ―）は、情報の有効活用によって統治を行う仮想の政府のことを意味する。サイバー統治制の正確な性質については、サイバー統治制を取る政府がまだ存在しないので、大部分が推測に過ぎない。しかし、多くの先進国でサイバー統治制的な要素は増加しつつある。サイバー統治制の理論は、大部分をデイビット・ロンフェルトの仕事に依っており、彼は幾つかの論文を公開している。一部の情報源では、サイバー統治制をアルゴリズム制と混同しているが、アルゴリズムだけが、情報を処理する手段ではない。

## 概要
サイバーオクラシーは、「cyber-」と「-cracy」の合成語であり、情報を用いた統治を意味し、特に相互接続したコンピュータネットワークを用いる場合を指す。この概念は、情報と権力の源泉としての情報支配を包含しており、政治的進化の次の段階とみなされている。
サイバー統治制の基本的な特徴は、問題源から、その問題を解決できる地位にいる人への、関連する情報の高速な伝搬になると予想される。最も可能性が高いのは、相互接続するコンピュータネットワークと自動情報選別ソフトウェアのシステムを介するものであろう。人間の意思決定者は、異例の事態や問題の蔓延が生じた時や、個人による不服申し立てのプロセスが行われた時だけに呼び出されるようになる。サイバー統治制は、遅さや忖度など悪名高い性質が時々現れる伝統的な官僚制に対する、実用的なアンチテーゼである。官僚制は、情報の流れを個別の点を接続する定められた経路を通るよう強制し制限するが、サイバー統治制では、様々な関係者がアクセスできる大量の情報を放出する。加えて、官僚制は計画や予算案といった脆弱な慣行を敷く一方で、サイバー統治制では、マネジメントや文化的背景に重点を置きつつ、適応力が高い。最終的には、サイバー統治制はAI独裁制を形成するAI首相ようなものまででは無いにしろ、行政を行うAIを導入する可能性も考えられる。
ロンフェルトとヴァルダによると、サイバー統治制の正確な形態を決めるには時期尚早ではあるが、民主主義や全体主義、その混合政府などの新しい形態を生み出す可能性も考えられるという。サイバー統治制は現在までにまだ存在しないため、推測的過ぎると指摘する論者もいるが、サイバー統治制の構成要素が既に多くの先進国の政府で採用されているという事実もある。

## 具体例
サイバー統治制の結果を特定することはまだ困難だが、政府や政治システムの新しい体系を開くと予測する人々はいる。特に、新しいセンサ装置やネットワーク社会、ネットワークを用いた統治法が登場しつつある中でそう予想される。しかし、この未来的な政府の成りうる実像を示す具体例が存在する。東ドイツのシュタージはサイバー統治制の原型とみなすことができる。シュタージは、600万人の人々(東ドイツの人口の3分の1強)のファイルを収集した。しかし、シュタージには、その書類を分類するためのコンピュータが不足しており、書類管理の機能不全を引き起こしていた。それ故に、シュタージの情報利用効率は減じていた。サイバー統治制は、全国民と、国民と接触したことのある全ての外国人についてのファイルを素早く効果的に管理する必要がある。
搭乗拒否リストは、サイバー統治制の原型の一つの例である。そのリストによる管理の、凄まじい偽陽性の確率は、その有効性に欠陥があることを示す重要なものである。すなわち、サイバー統治制が行う必要のある全ての外国人の自動管理が極めて困難な問題であることを意味している。IRCとインターネットコミュニティもサイバー統治制社会の一例である。

## 関連文献
- Anderson, Walter Truett (2003). All Connected Now. ISBN 9780813341545
- Ari-Veikko Anttiroiko; Matti Malkia, eds (2007). Encyclopedia of Digital Government. ISBN 9781591407904